# Rodney Smith
Rodney Smith, född den 13 april 1966 i Washington D.C., USA, är en amerikansk brottare som tog OS-brons i lättviktsbrottning i den grekisk-romerska klassen 1992 i Barcelona.